# Прибоаја (Арђеш)
Прибоаја (рум. Priboaia) насеље је у Румунији у округу Арђеш у општини Балилешти. Oпштина се налази на надморској висини од 387 m.

## Становништво
Према подацима из 2002. године у насељу је живело 480 становника, од којих су сви румунске националности.